# Acacia psammophila
Acacia psammophila é uma espécie de leguminosa do gênero Acacia, pertencente à família Fabaceae.